# Avenue de Rouvray
L'avenue de Rouvray est une voie du 16e arrondissement de Paris, en France.

## Situation et accès
L'avenue de Rouvray est une voie  située dans le 16e arrondissement de Paris. Elle débute au 20 rue Boileau et se termine en impasse.

## Origine du nom
Ainsi nommée en souvenir de l'ancienne forêt de Rouvray, dont le bois de Boulogne est un vestige.

## Historique
Cette voie a été ouverte, sous sa dénomination actuelle, par un arrêté du 17 décembre 1927 dans un lotissement appartenant à M. Fouqué.